# 广州路 (南京)
广州路位于南京市鼓楼区，长约2.6公里，东端始于中山路、珠江路，西端止于虎踞路（城西干道）、清凉门大街路口，在宁海路路口由东西向转为南北向。1935年拓建而成，以广州市为名。
沿途有南京大学、古南都饭店、五台山体育馆、先锋书店、江苏省人民医院、清凉山公园等单位。